# Austronevra australina
Austronevra australina är en tvåvingeart som först beskrevs av Friedrich Georg Hendel 1928.  Austronevra australina ingår i släktet Austronevra och familjen borrflugor. Inga underarter finns listade.